# Gruuthusemuseum

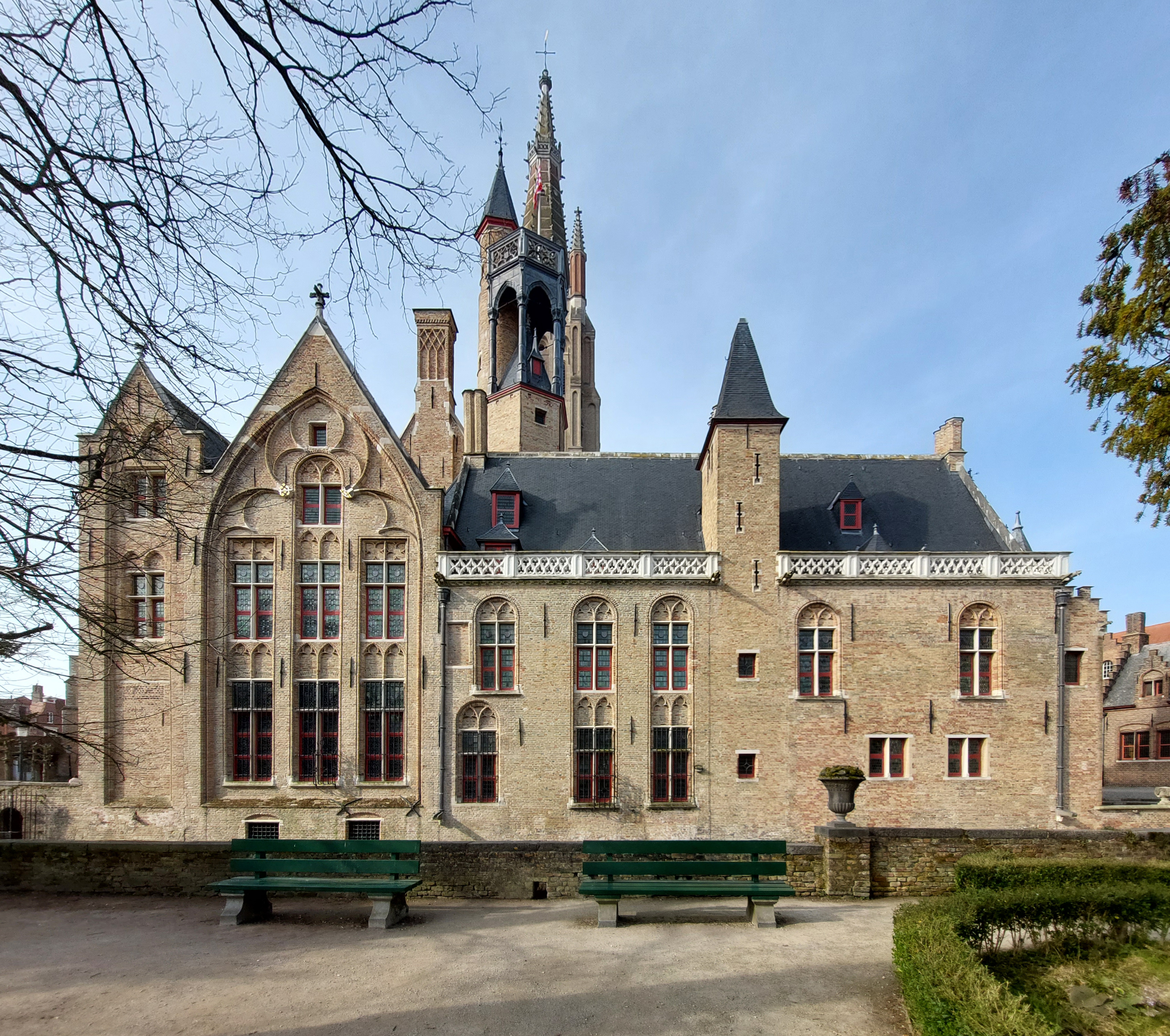
Gruuthusemuseum: gevels aan de waterkant

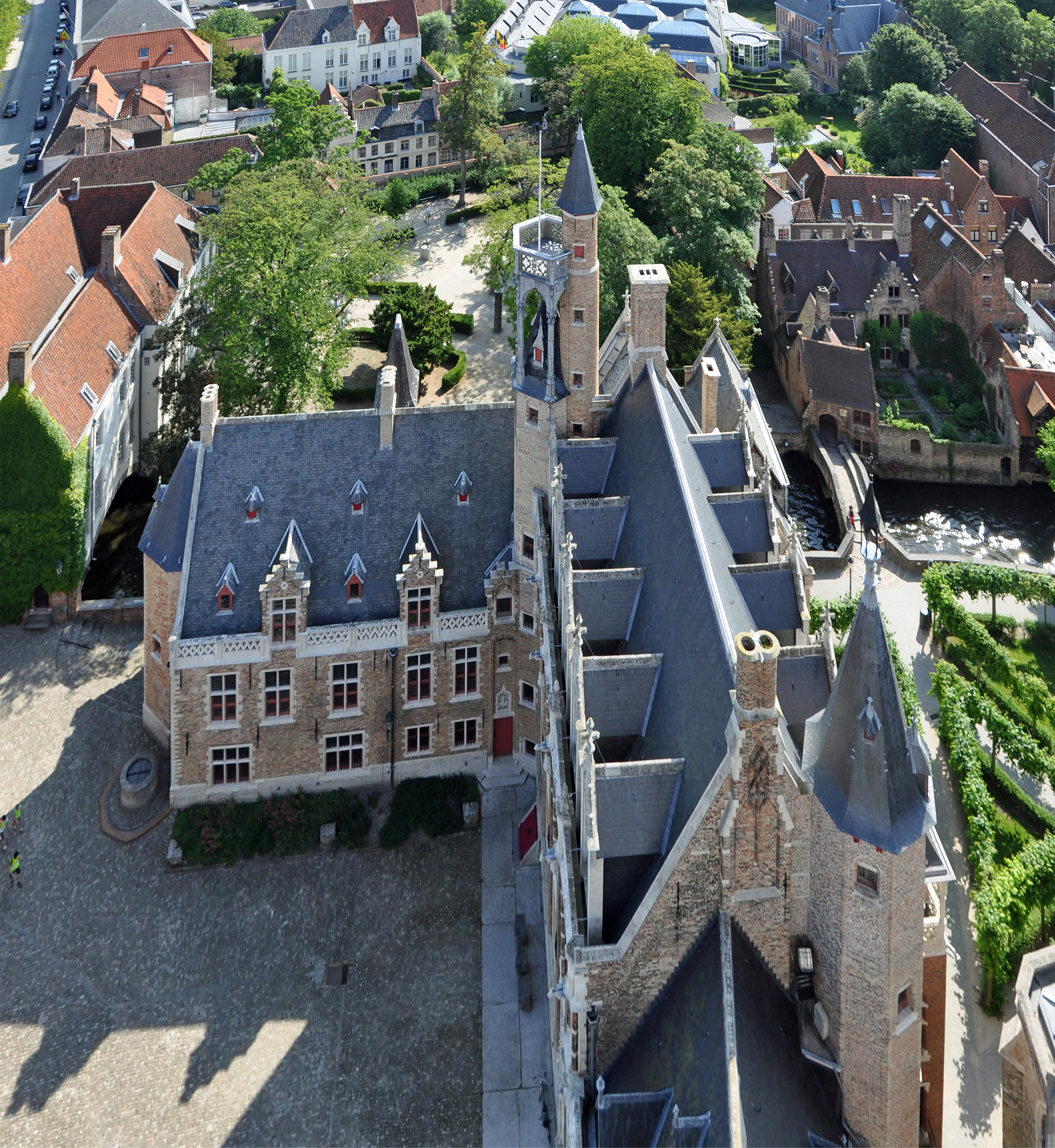
Gruuthusemuseum: dakenspel

Het Gruuthusemuseum is een museum van geschiedenis en toegepaste kunst in Brugge en maakt deel uit van Musea Brugge. Het museum is ondergebracht in het 15e-eeuwse stadskasteel of stadspaleis van de heren van Gruuthuse aan de Dijver in het oude centrum van de stad. Het Gruuthusemuseum bezit een gevarieerde verzameling historische voorwerpen en sierkunst van de 13e tot de 19e eeuw.
Men treft er naast een grote collectie beelden, bezienswaardige Brugse wandtapijten en meubilair, edelsmeedwerk, tin, wapens, schilderijen en keramiek. Het paleis met de verscheidene interieurs ademt een bijzondere sfeer.
Vooral in de originele middeleeuwse bidkapel, gebouwd in 1472, waant men zich nog in de late middeleeuwen. De beroemdste bewoner van dit monumentale pand was Lodewijk van Gruuthuse.
In 2019 werd het Gruuthusemuseum heropend na een renovatie van vijf jaar.

## Collectie houten sculpturen

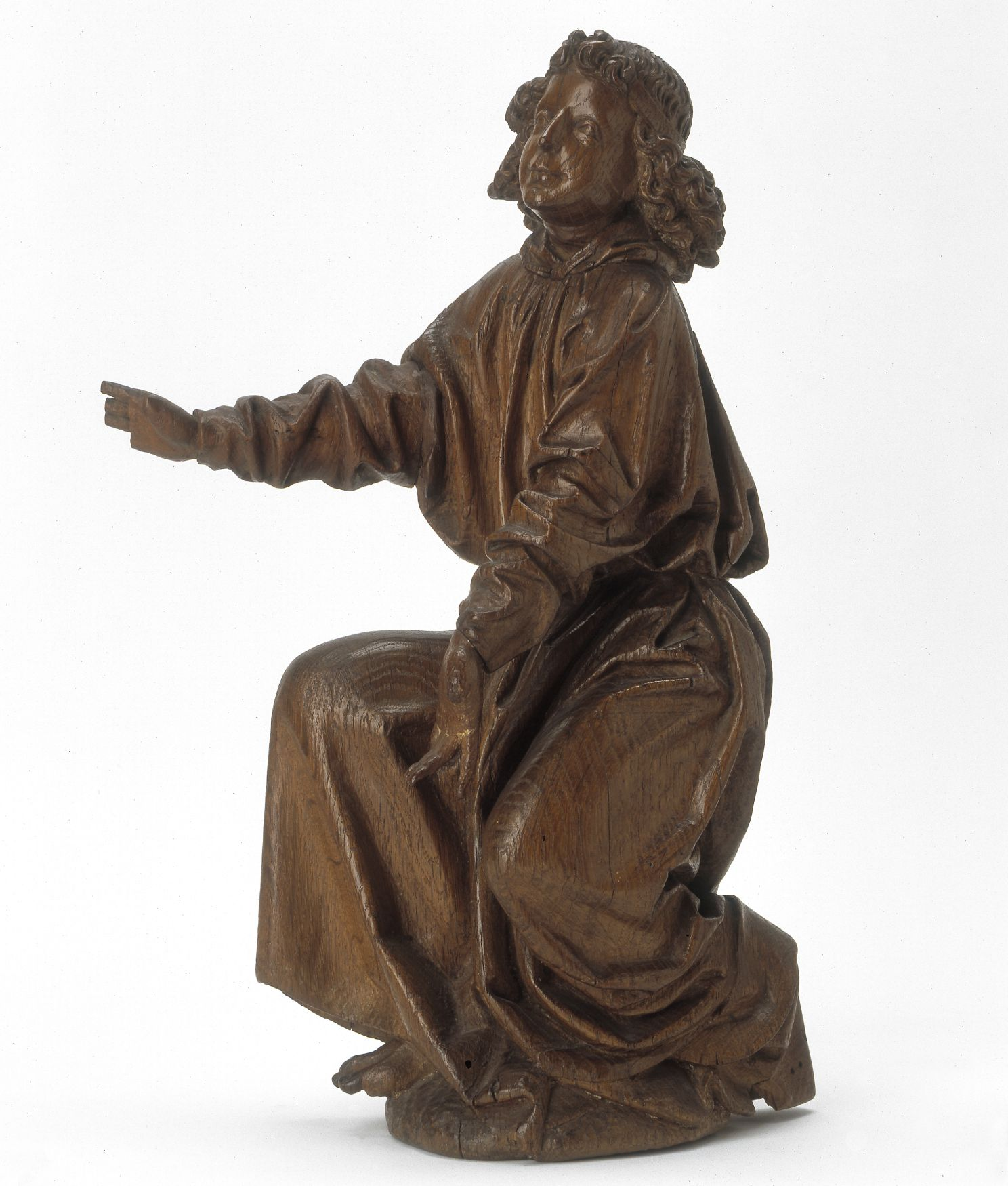
Beeldje van eikenhout, laat-gotische engel
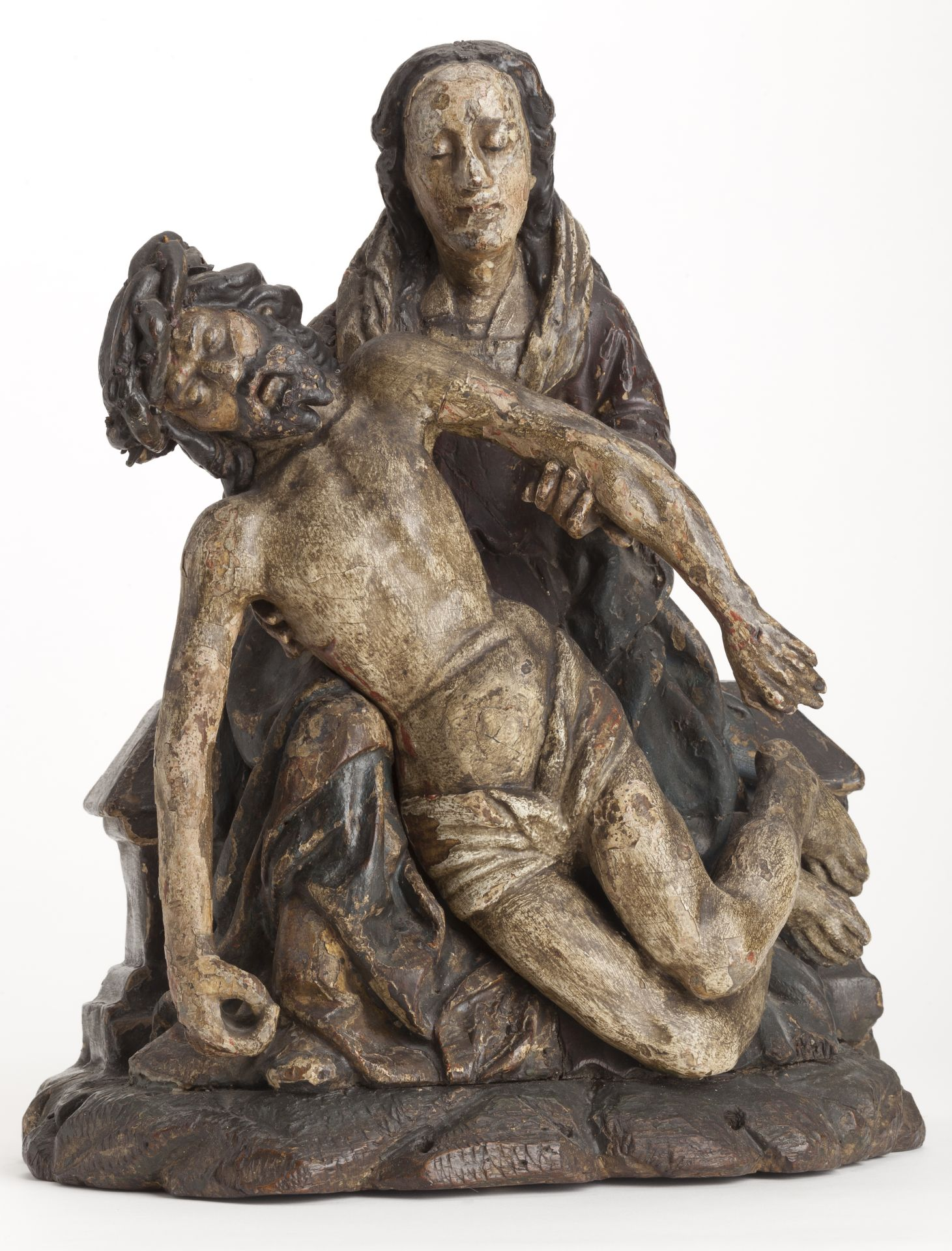
Beeldje van hout, Piëta, gepolychromeerd
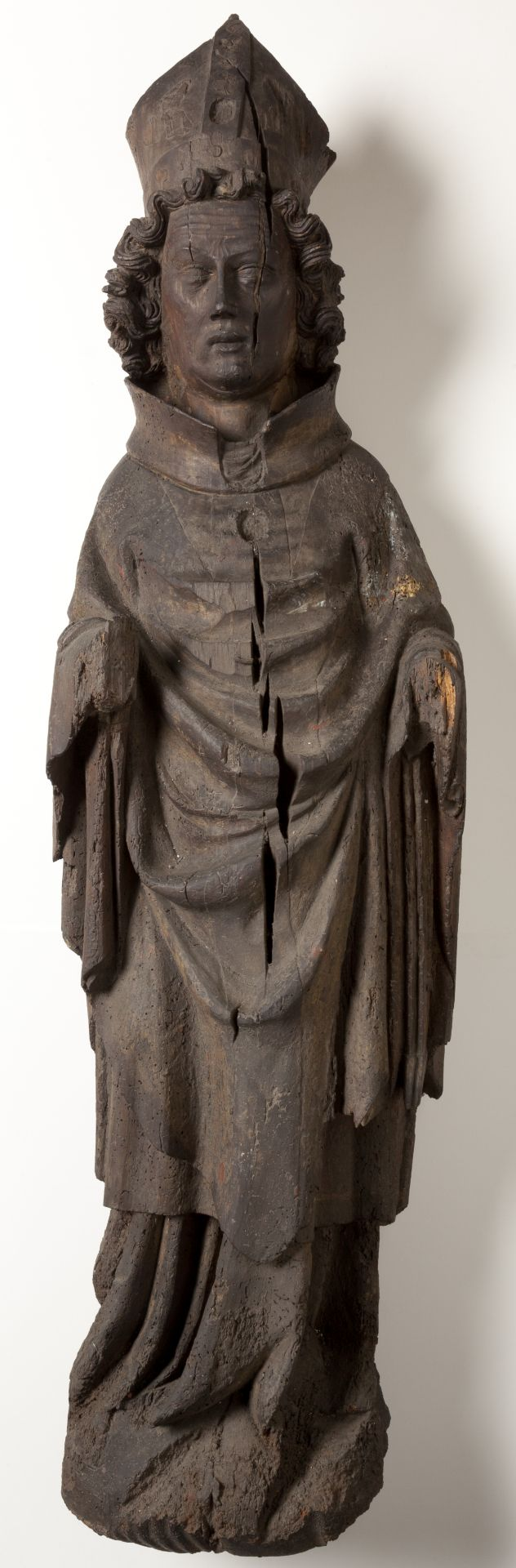
Beeldje van eikenhout, voorstelling van een bisschop
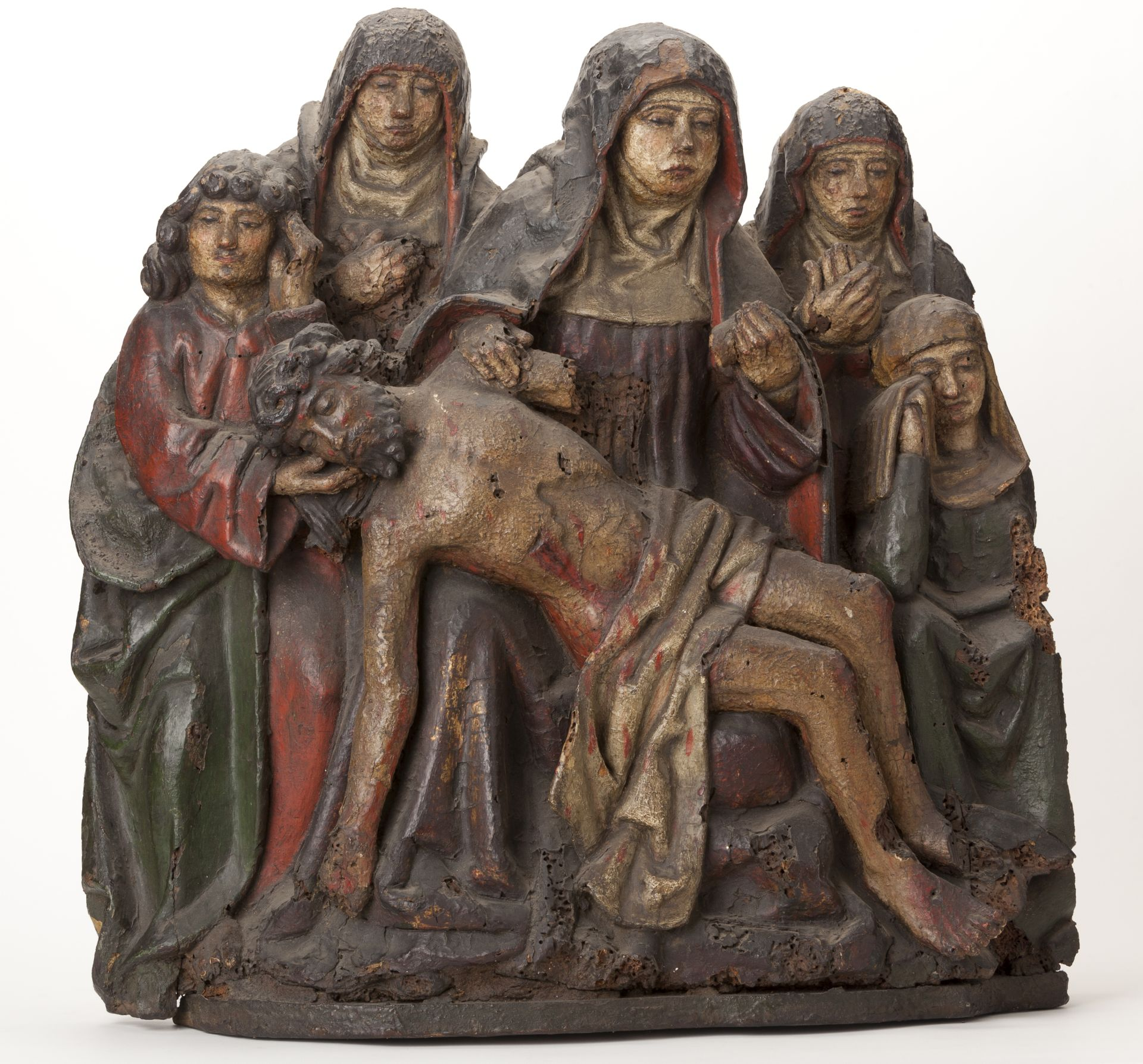
Beeldengroep van eikenhout, de bewening van Christus, gepolychromeerd
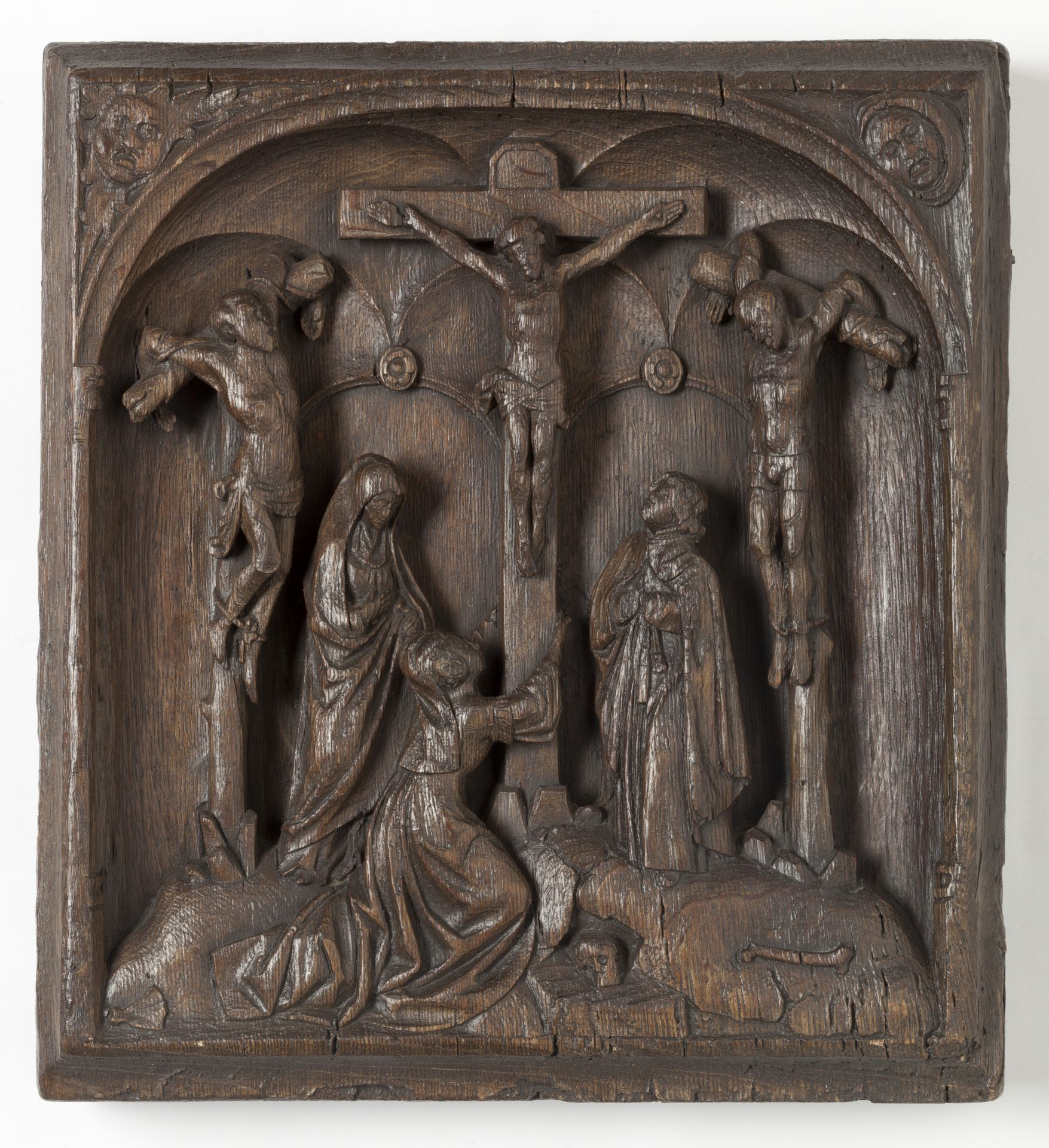
Hoogreliëf van hout, Christus aan het kruis